# الهيئة العامة للطيران المدني (السودان)
تقع سلطة الطيران المدني في السودان في مدينة الخرطوم.

## مركز الملاحة الجوية
يقدم المركز خدمات المراقبة الجوية وهو جزء من دائرة الملاحة الجوية بمبنى متخصص ورئيس للملاحة الجوية في البلاد. يقع المبنى على مساحة 25,600 متر مربع (276,000 قدم2) شرق مطار الخرطوم الدولي. يتضمن هذا المركز عدة مبانٍ: المبنى الرئيسي، والمبنى الفرعي تشغلها الإدارة ومحاكاة مراقبة الحركة الجوية. في حين يشغل المبنى الرئيسي غرفة المعدات ومركز مراقبة المنطقة ومركز الصيانة المركزي.
تأسس المركز بعد مؤتمر 1996 حول مستقبل الملاحة الجوية، والذي عقدته الهيئة العاملة للطيران المدني في السودان. حيث أوصى المؤتمر بتأسيس مركز جديد للملاحة الجوية. في 3 أيار (مايو) 2005، وقعت الحكومة السودانية عقداً مع شركة صينية (فو هونغ Fo-Hong) لبناء المركز.

## روابط خارجية
- S سلطة الطيران المدني في السودان (Archive)